# Sigismondo Chigi
Sigismondo Chigi (né en 1649 à Rome, alors la capitale des États pontificaux, et mort le 30 avril 1678 à Rome) est un cardinal italien du XVIIe siècle. Il est le neveu du pape Alexandre VII et le cousin du cardinal Flavio Chigi (1657). D'autres cardinaux de la famille sont Flavio Chigi iuniore (1753) et Flavio III Chigi (1873).

## Biographie
Sigismondo Chigi est frère de l'ordre de Saint-Jean de Jérusalem et prieur à Rome. Le pape Clément IX le crée cardinal lors du consistoire du 12 décembre 1667. 
Chigi participe au conclave de 1669-1670 (élection de Clément X) et au conclave de 1676 (élection d'Innocent IX). Il meurt en 1678 à 29 ans.

## Source
- Biographie du cardinal sur le site fiu.edu